# Мінос
Мінос Великий (грец. Μίνωας) — володар Криту, син Лікастія. Міноса Великого часто плутають з його дідом Міносом Старим або ж вважають однією особою з ним.
За іменем Міноса давню критську культуру археолог Артур Еванс назвав мінойською.

## Царювання та міф
За його царювання Крит досяг найвищої могутності. Давньогрецькі історики приписують Міносу створення потужного флоту, встановлення критської влади над Кікладами, малоазійським узбережжям (разом із Мілетом), Мегаридою та Аттикою (див. Мінойська таласократія). Союзниками Криту були гіксоські володарі Єгипту та аморейські царства у Ханаані. На заході критська торгівля сягала Італії. Легенда стверджує, що сам Мінос загинув під час походу до Сицилії. Але навіть вбивці ставилися до царя з такою пошаною, що збудували на місці його поховання велике святилище.
Один з улюблених персонажів давньогрецьких міфів. Згідно з ними, був чоловіком Пасіфаї, батьком Аріадни, Андрогея, Девкаліона, Главка, Катрея, Федри, Акалли. Мінос був мудрим та справедливим правителем і законодавцем. В афінських переказах зображувався ворогом материкової Греції. Найвідоміший міф про Мінотавра, якого народила Пасіфая від бика. За владарювання Міноса Дедал збудував Лабіринт у Кноссі.